# Un jeu d'enfants
Un jeu d'enfants és una pel·lícula francesa dirigida per Laurent Tuel, protagonitzada per Karin Viard i Charles Berling, que es va estrenar el 20 de juny de 2001.

## Argument
Quan s'instal·len al seu nou apartament a París, la família Fauvel, Marianne i Jacques amb dos fills, rep la visita del senyor i la senyora Worms, una parella d'ancians sinistres que volen veure el pis on van créixer. Després del seu pas, els estranys esdeveniments es multipliquen i la bogeria sembla que espera als Fauvel, que desconeixen la dissort que hi va esdevenir.

## Repartiment
- Karin Viard : Marianne Fauvel
- Charles Berling : Jacques Fauvel
- Camille Vatel : Aude Fauvel
- Alexandre Bongibault : Julien Fauvel
- Ludivine Sagnier : Daphné la baby-sitter
- Aurélien Recoing : L'inspector Mayens
- Pierre Julien : M. Worms
- Manuela Gourary : Mme Worms
- Julien Boisselier : Patrick
- Jean-Claude Perrin : L'arxiver

## Crítica
Va rebre una acollida força negativa, amb una valoració de 2,0/5 a AlloCiné per als espectadors.